# Participation de l'Union européenne aux organisations internationales
- États membres
- Candidats reconnus
- Candidats potentiels
- Partenariat oriental
- Accord de partenariat et de coopération avec la Russie
- États membres de l'Association européenne de libre-échange
- Partenariat Euromed
- Autres pays de l'UPM

La participation de l'Union européenne aux organisations internationales est une question qui relève des relations extérieures de l'Union européenne et de la position politique selon laquelle elle serait plus influente si elle s'exprimait d'une seule voix. Cependant, cette participation peut soulever de nombreux problèmes : en externe car le statut de l'organisation internationale peut ne prévoir que la participation d’État, ou en interne car l'Union européenne ne dispose peut-être pas des compétences lui permettant de participer à l'organisation en question.

## Cadre légal

### Personnalité juridique
Le traité de Lisbonne (TUE) établis, à l'art. 47, que « l'Union a la personnalité juridique » au même titre que la Communauté européenne (CE) et la Communauté européenne de l'énergie atomique (CEEA). 
Sur le plan interne, la PESC et la coopération policière et judiciaire en matière pénale sont régis par la coopération intergouvernementale alors que les autres politiques européennes passent par la méthode communautaire. L'attribution de la personnalité juridique à l'Union a pour conséquence de lui reconnaître la capacité de conclure et de négocier des accords internationaux dans le respect de ses compétences externes, de devenir membre d'une organisation internationale et d'adhérer à des conventions internationales. Elle peut donc être définie comme un « sujet de droit international » ; à l'origine, une « union sans cesse plus étroite entre les peuples de l'Europe » (art. 1er) exerçant des compétences spécifiques, elle acquiert ce statut afin « d'accroître son champ d’action et ses pouvoirs », et ce, par le renforcement législatif de son statut d'organisation internationale et de ses compétences externes (politique étrangère, sécurité, justice, commerce, etc.).

### Compétences
Le traité sur le fonctionnement de l'UE (TFUE) distingue trois types de compétences : exclusives (article 3 du TFUE), partagées (article 4 du TFUE) et d'appui (article 6 du TFUE).
Cette typologie a été définie par la jurisprudence de la Cour de justice de l'Union européenne et se fonde sur la théorie des compétences implicites (article 216 du TFUE) qui établit que l'Union est compétente pour conclure un accord lorsque :
- les traités le prévoient (compétence exclusive) ;
- la conclusion d'un accord est nécessaire pour réaliser l'un des objectifs visés par les traités ;
- la conclusion d'un accord est prévue dans un acte juridique contraignant ;
- la conclusion d'un accord est susceptible d’affecter des règles communes ou d'en altérer la portée (par ex. les tarifs extérieurs[7]).

### Système de fonctionnement

#### Rôle du SEAE
Sous la direction du Haut Représentant pour les affaires étrangères et la politique de sécurité (en 2021 Josep Borrell) et dans le cadre du paragraphe 3 de l'article 27 du TUE, le Service européen pour l'action extérieure est composé d'une équipe de fonctionnaires européens travaillant en collaboration avec les services diplomatiques des États membres de l'UE. Il encadre les délégations et Représentants spéciaux dans leurs missions à l'étranger.
En tant que corps diplomatique de l'Union européenne, il formule des propositions d’actions et les met en œuvre a après consultation du Parlement et approbation de la Commission. Son statut lui permet une grande autonomie dans la conclusion d'accords ou les négociations internationales en complément ou à la place des États membres. Cela peut passer par la mise en place d'accords de coopération ou de commerce, une association politique, une intensification de l'intégration économique, une amélioration de la mobilité et un renforcement des contacts entre les peuples comme c'est le cas dans le cadre de politique européenne de voisinage

#### Participation substitutive
Dans le cas l'UE représente — en plus de sa propre personne morale — les États membres, on parle de participation substitutive.
Cette forme de fonctionnement demeure restreinte à quelques institutions internationales mais est privilégiée notamment lorsque le droit européen reconnait la prééminence aux institutions de l'UE de négocier sur la scène internationale. C'est le cas pour la gestion et la préservation des ressources halieutiques, pour le développement de politiques commerciales multilatérales communes aux 28 ou encore avec la Banque européenne pour la reconstruction et le développement (BERD).

#### Participation cumulative
Dans un certain nombre d'organisations internationales, les hauts représentants de l'UE siègent aux côtés d'une partie ou de la totalité des États membres. La nécessité de coordonner leurs actions au sein des organisations internationales et l'extension du domaine des compétences partagées lors des conférences internationales offrent à l'UE la possibilité de participer aux décisions avec un poids égal à celui des États qu'elle représente ou nul lorsqu'elle participe en tant qu'observatrice.

## Participation

### Conseil de l'Europe
De par son poids sur la scène européenne et internationale, l'Union européenne constitue le premier organisme institutionnel et partenaire du Conseil de l'Europe, les éléments fondamentaux des deux entités sont similaires. Pour Jean-Claude Juncker, « Le Conseil de l’Europe et l'Union européenne sont nés d’une même idée, d’un même esprit, d’une même ambition. Ils ont mobilisé l’énergie et l’engagement des mêmes pères fondateurs de l’Europe ». 
La coopération s'étend du dialogue politique pour la préservation de la stabilité démocratique du continent à la mise en place d'actions conjointes (respect des droits de l'homme et de l'état de droit, éducation, jeunesse et cohésion sociale) dans les périodes de crises mais également en tant normal ; la coopération inter-étatique entre États membres et pays candidats à l'adhésion se base notamment sur d'outils existants : Instrument d'aide de préadhésion et Instrument européen de voisinage et de partenariat). Le Conseil de l'Europe est représenté auprès de l'UE à Bruxelles et à Strasbourg, l'UE possède une délégation au Conseil à Strasbourg et un bureau de liaison a été établi à Bruxelles afin de coordonner les actions du Conseil avec les différents institutions de l’Union européenne. Un mémorandum d’accord a été signé en 2007 afin de donner un cadre de travail de référence. Avec cet accord, l'UE doit intégrer et respecter au niveau fédéral la Convention européenne des droits de l'homme ; les dispositions du traité de Lisbonne donnent un cadre juridique pour que l'Union devienne partie au traité, sous réserve de ratification par tous les États membres de l'UE et de l'approbation de tous les autres États parties à la CEDH.
Le 18 décembre 2014, la Cour de justice de l'Union européenne a rendu un avis défavorable sur l'adhésion de l'Union européenne à la CEDH en considérant que cela ne serait pas conforme aux normes européennes.

### OSCE
Organisation pour la sécurité et la coopération en Europe

### OCDE
Organisation de coopération et de développement économiques,

### ONU
Organisation des Nations unies

### OMC
Organisation mondiale du commerce

## Sources

## Compléments